# Chirostoma estor
Chirostoma estor är en fiskart som beskrevs av Jordan, 1880. Chirostoma estor ingår i släktet Chirostoma och familjen Atherinopsidae. Inga underarter finns listade i Catalogue of Life.